# Saison 2023-2024 du Paris Football Club
Dernière mise à jour : 02 février 2024.
Chronologie
Saison précédente Saison suivante
La saison 2023-2024 du Paris Football Club voit le club disputer la quatre-vingt-cinquième édition du Championnat de France de football de Ligue 2, championnat auquel le club participe pour la septième fois depuis 1983, ceci après avoir terminé septième de Ligue 2 2022-2023.
Le club joue ses quatre premiers matchs au stade de l'Aube, stade de l'ESTAC Troyes, avant de retourner au stade Charléty et d'appliquer, une première en France, la gratuité de sa billetterie. À la suite de la dégradation de sa pelouse, le club change encore de stade, pour la 29ème journée, au Stade Michel-d'Ornano, antre du SM Caen.